# Sinployea harveyensis
Sinployea harveyensis foi uma espécie de gastrópodes da família Charopidae.
Foi endémica das Ilhas Cook.